# Episodi di American Dad! (ottava stagione)
L'ottava stagione di American Dad! è stata originariamente trasmessa negli Stati Uniti dal 25 settembre 2011 al 13 maggio 2012 su Fox.
In Italia, l'ottava stagione è stata trasmessa in prima visione assoluta dal 5 settembre al 7 novembre 2012 su Italia 2.
| N° | Codice di produzione | Titolo italiano                                    | Titolo originale                                  | Prima TV USA      | Prima TV Italia   |
| -- | -------------------- | -------------------------------------------------- | ------------------------------------------------- | ----------------- | ----------------- |
| 1  | 6AJN18               | Acqua calda                                        | Hot Water                                         | 25 settembre 2011 | 5 settembre 2012  |
| 2  | 6AJN07               | Uragano                                            | Hurricane                                         | 2 ottobre 2011    | 5 settembre 2012  |
| 3  | 6AJN01               | Tutore terrore                                     | A Ward Show                                       | 6 novembre 2011   | 12 settembre 2012 |
| 4  | 6AJN11               | Lo Stan peggiore                                   | The Worst Stan                                    | 13 novembre 2011  | 12 settembre 2012 |
| 5  | 6AJN16               | In-Stan-bilità virtuale                            | Virtual In-Stanity                                | 20 novembre 2011  | 19 settembre 2012 |
| 6  | 6AJN09               | L'acchiappa alieni                                 | The Scarlett Getter                               | 27 novembre 2011  | 19 settembre 2012 |
| 7  | 6AJN21               | Risse da festività                                 | Season's Beatings                                 | 11 dicembre 2011  | 26 settembre 2012 |
| 8  | 6AJN13               | Steve, il non coraggioso                           | The Unbrave One                                   | 8 gennaio 2012    | 26 settembre 2012 |
| 9  | 6AJN15               | Stan socio del Country Club                        | Stanny Tendergrass                                | 29 gennaio 2012   | 3 ottobre 2012    |
| 10 | 6AJN17               | Rotella & Segugio e il caso della chiave del nonno | Wheels & the Legman and the Case of Grandpa's Key | 12 febbraio 2012  | 3 ottobre 2012    |
| 11 | 6AJN14               | Il vecchio Stan scala la montagna                  | Old Stan In The Mountain                          | 19 febbraio 2012  | 10 ottobre 2012   |
| 12 | 6AJN19               | Il lottatore                                       | The Wrestler                                      | 4 marzo 2012      | 10 ottobre 2012   |
| 13 | 6AJN12               | Il dottor Klaustus                                 | Dr. Klaustus                                      | 11 marzo 2012     | 17 ottobre 2012   |
| 14 | 6AJN20               | Il migliore amico di Stan                          | Stan's Best Friend                                | 18 marzo 2012     | 17 ottobre 2012   |
| 15 | 6AJN02               | Un mese da poveri                                  | Less Money, Mo' Problems                          | 25 marzo 2012     | 24 ottobre 2012   |
| 16 | 6AJN22               | La killer dei reni                                 | The Kidney Stays in the Picture                   | 1º aprile 2012    | 24 ottobre 2012   |
| 17 | 7AJN02               | Ricky Lo Spagnolo                                  | Ricky Spanish                                     | 6 maggio 2012     | 7 novembre 2012   |
| 18 | 7AJN01               | Pazzo per i giocattoli                             | Toy Whorey                                        | 13 maggio 2012    | 7 novembre 2012   |

## Acqua calda
- Sceneggiatura: Judah Miller e Murray Miller
- Regia: Chris Bennett
- Messa in onda originale: 25 settembre 2011
- Messa in onda italiana: 5 settembre 2012

Stan compra una vasca con l'idromassaggio, ma ben presto ne resterà schiavo al punto di trascurare lavoro e famiglia. Il negoziante che gliel'ha venduta scopre che è una vasca animata che uccide chi la trascura, ma quando cerca di avvertire Stan è troppo tardi.
- Special guest: Cee Lo Green, che interpreta il ruolo della vasca animata, Luca Bottale (voce di Cee Lo Green nella versione italiana).
- Ascolti Italia: telespettatori 168.000 – share 2,39%[1]

## Uragano
- Sceneggiatura: Erik Sommers
- Regia: Tim Parsons
- Messa in onda originale: 2 ottobre 2011
- Messa in onda italiana: 5 settembre 2012

A Langley arriva un uragano che rompe gli argini di una diga marittima e provoca l'inondazione del quartiere dove abitano gli Smith. Subito Stan si sente in dovere di ricoprire il ruolo di salvatore della famiglia, ma peggiora la situazione.
- Nota: questo episodio è la terza ed ultima parte di un crossover con le serie I Griffin e The Cleveland Show, iniziata con l'episodio L'uragano e continuata con l'episodio Psichedelik; infatti alla fine dell'episodio i tre protagonisti delle rispettive serie, portati lì dall'uragano, si puntano a vicenda le pistole in testa.

- Ascolti Italia: telespettatori 173.000 – share 3,60%[1]

## Tutore terrore
- Sceneggiatura: Erik Durbin
- Regia: Josue Cervantes
- Messa in onda originale: 6 novembre 2011
- Messa in onda italiana: 12 settembre 2012

Mentre Stan e Francine vanno in vacanza, Roger si fa nominare tutore di Steve, rendendogli la vita talmente impossibile da farlo scappare di casa. Il ragazzo ha però una particolare amicizia col preside e decide di scappare con lui, ma la fuga gli sarà apparentemente fatale.

## Lo Stan peggiore
- Sceneggiatura: Nahnatchka Khan
- Regia: Rodney Clouden
- Messa in onda originale: 13 novembre 2011
- Messa in onda italiana: 12 settembre 2012

Stan ha un sogno segreto: fare da testimone di nozze. Decide quindi di convincere il preside Lewis a sposarsi. Ma l'arrivo di un vecchio compagno di cella del preside manda tutto all'aria.

## In-Stan-bilità virtuale
- Sceneggiatura: Jordan Blum e Parker Deay
- Regia: Shawn Murray
- Messa in onda originale: 20 novembre 2011
- Messa in onda italiana: 19 settembre 2012

Amareggiato per aver trascurato il figlio, Stan cerca un avatar dall'aspetto di sexy adolescente per esser vicino a Steve nel momento cruciale. Ma Francine scopre tutto e affronta l'avatar. Intanto Roger e Klaus diventano autisti di limousine.

## L'acchiappa alieni
- Sceneggiatura: Matt Fusfeld e Alex Cuthbertson
- Regia: Josue Cervantes
- Messa in onda originale: 27 novembre 2011
- Messa in onda italiana: 19 settembre 2012

Stan ritrova una vecchia fiamma che lo mette in crisi, anche perché Roger, sobillato da Francine, ci prova con lei spudoratamente. Alla fine si scoprirà che la donna è una cacciatrice di alieni in cerca di Roger.

## Risse da festività
- Sceneggiatura: Erik Sommers
- Regia: Joe Daniello
- Messa in onda originale: 11 dicembre 2011
- Messa in onda italiana: 26 settembre 2012

Periodo natalizio. Per aver picchiato Roger, che aveva impersonato un Cristo blasfemo durante una sacra rappresentazione, Stan viene scomunicato dal suo parroco. Quando saprà che, per essere riammessi, bisogna uccidere l'Anticristo, non dovrà faticare per cercarlo, perché se lo ritrova in casa: è Nemo, figlio adottivo di Hayley e Jeff e proprio suo nipote.

## Steve, il non coraggioso
- Sceneggiatura: Rick Wiener e Kenny Schwartz
- Regia: Joe Daniello
- Messa in onda originale: 8 gennaio 2012
- Messa in onda italiana: 26 settembre 2012

Steve è disperato perché Stan lo crede un fifone e non riesce a dimostrargli il contrario.

## Stan socio del Country Club
- Sceneggiatura: Keith Heisler
- Regia: Tim Parsons
- Messa in onda originale: 29 gennaio 2012
- Messa in onda italiana: 3 ottobre 2012

Visto che il terrorismo, col caldo, subisce un forte calo, Stan e i suoi colleghi vanno in vacanza per l'estate.

## Rotella & Segugio e il caso della chiave del nonno
- Sceneggiatura: Laura McCreary
- Regia: Josue Cervantes
- Messa in onda originale: 12 febbraio 2012
- Messa in onda italiana:  3 ottobre 2012

Steve e Roger giocano ai detective e il loro ufficio è il garage. Hanno un receptionist: Orso Svitato, un orsetto di peluche. Il caso del giorno lo porta un ragazzo che ha ricevuto in eredità dal nonno una chiave e vuole sapere cosa apre. Se lo scopriranno, il 50% del contenuto di qualsiasi cosa aprirà sarà loro. Stan si annoia a morte nel suo weekend lungo di riposo e chiede ai due di unirsi all'agenzia. Roger non vuole, ma Steve ha un problema: non riesce a dare a nessuno cattive notizie. Stan intanto, scoperto che Steve voleva "licenziarlo", architetta un finto rapimento accusando Orso Svitato, ma quando Steve scopre la verità, Roger pensa davvero che sia opera del peluche e il ragazzo, stufo del fatto che il loro receptionist sia un peluche decide di smetterla, ma Roger decide d non giocare più senza Svitato. Steve riesce anche a superare il suo blocco e dà a tutti cattive notizie. Nel frattempo hanno scoperto il lascito del nonno del ragazzo: una cartellina, nella quale, quando viene aperta, si accende una lampadina.

## Il vecchio Stan scala la montagna
- Sceneggiatura: Jonathan Fener
- Regia: Pam Cooke e Valerie Fletcher
- Messa in onda originale: 19 febbraio 2012
- Messa in onda italiana: 10 ottobre 2012

Stan insulta un anziano signore in un negozio di escursionismo e questo gli fa un malocchio: Stan invecchierà precocemente e così si renderà conto di cosa vuol dire essere anziani. La cosa avrà del tragico, dato che Stan stava coltivando un sogno, quello di scalare il Kilimangiaro, ed era riuscito a coinvolgere i suoi due figli nell'impresa. L'invecchiamento, però, non lo fermerà. Solo un equivoco: si convincerà che Steve e Hayley vogliono sbarazzarsi di lui e per questo deciderà di assaltarli per primo. Una volta conquistata la vetta e tornato a valle, verrà insultato pesantemente da un escursionista. A quel punto, il malocchio cesserà. Stan ha capito la lezione. Ma diventerà nero. Si rende conto che, forse, in passato, potrebbe avere insultato anche una persona di colore.

## Il lottatore
- Sceneggiatura: Alan R. Cohen e Alan Freedland
- Regia: Rodney Clouden
- Messa in onda originale: 4 marzo 2012
- Messa in onda italiana: 10 ottobre 2012

Steve ha una pagella ottima, ma Stan la brucia perché non ci sono bei voti in attività sportive. Per lui, solo i risultati nello sport preparano alla vita. Come lui, che al liceo stabilì il record statale di vittorie consecutive nella lotta. Per il figlio, decide di far rinascere la squadra di lotta a Pearl Bailey. Steve è un disastro, come i suoi amici. Solo Barry si distingue, tanto che rischia di battere il record di Stan, sul quale ha costruito un museo. Stan decide di fermarlo. Ci prova in tutti i modi. Alla fine, sarà Roger che, travestito da studente russo, lo sconfiggerà salvando il record di Stan. Ma poi, ci prenderà gusto e lo batterà lui stesso combattendo proprio contro Stan. I due stabiliranno il record di abbraccio tra uomini in uno sport liceale.

## Il dottor Klaustus
- Sceneggiatura: Brian Boyle
- Regia: John Aoshima e Jansen Yee
- Messa in onda originale: 11 marzo 2012
- Messa in onda italiana: 17 ottobre 2012

Tutta la famiglia Smith va in terapia da Roger nei panni del dottor Pinguino. Klaus è furioso perché non è d'accordo coi metodi di Roger e perché nessuno in famiglia lo ascolta. Roger è anche il sergente Pepper, che si addestra per combattere per il paese. Klaus ha un'idea: gli manda una lettera e lo spedisce in Iraq, usando un finto sigillo del governo degli Stati Uniti. Roger finisce a pulire cessi mobili. Intanto, in famiglia c'è il caos. Klaus ha deciso che la tecnica di ignorare i problemi e continuare a mentirsi reciprocamente di Roger è da cambiare e svela i segreti di tutti, ma tutti finiscono per litigare. Tuttavia, nessuno vuole andare in terapia da Klaus. L'unica soluzione si rivela richiamare a casa Roger. Alla fine Klaus e Roger risolveranno ogni dissidio e Klaus verrà finalmente preso in considerazione.

## Il migliore amico di Stan
- Sceneggiatura: Jonathan Fener
- Regia: John Aoshima e Jansen Yee
- Messa in onda originale: 18 marzo 2012
- Messa in onda italiana: 17 ottobre 2012

Steve organizza una presentazione per chiedere per l'ennesima volta al padre di poter prendere un cane, ma Stan è irremovibile. Dal suo dialogo con Francine, si scopre che da piccolo aveva avuto un cane, Freddy, che si era ammalato e che avevano dovuto sottoporre a eutanasia (in verità non era malato ma nel condominio in cui stavano per trasferirsi non erano ammessi i cani), e da allora non è più capace di amare altri cani. Ma Steve è caparbio e prende lo stesso un cane, Kisses. Stan inizialmente è irritato ma poi comincia ad amarlo. Il fato vuole che Kisses abbia un terribile incidente dal quale non ha speranze di riprendersi. Stan fa di tutto, anche l'impossibile per curarlo, ma non c'è nulla da fare: dovranno ucciderlo. Allora Stan si fa aiutare da una curatrice che però lo trasforma in un cane orribile e spaventoso. Freddy però, appare in sogno a Stan e lo solleva dal peso di una nuova riedizione della tragedia e fa esplodere Kisses con la dinamite dicendo che starà molto meglio insieme a Freddy nel paradiso dei cani (che Stan immagina con Freddy che guida un motoscafo in un lago insieme a Kisses).

## Un mese da poveri
- Sceneggiatura: Murray Miller e Judah Miller
- Regia: Chris Bennett
- Messa in onda originale: 25 marzo 2012
- Messa in onda italiana: 24 ottobre 2012

Stan è stanco di continuare ad avere in casa Haley e Jeff, considerandoli degli scrocconi, ma questi gli fanno notare che col poco che guadagnano (938 dollari al mese, il salario minimo) non posso vivere indipendentemente. Allora Stan fa una scommessa: se lui e Francine riusciranno a vivere per un mese intero con solo 938 dollari allora Jeff e Haley se ne sarebbero andati. Tuttavia, finiscono per spenderli tutti comprandosi prima un appartamento (nel quartiere peggiore) e poi una Pontiac Aztek (che gli viene requisita perché in sosta vietata). Francine ammette la sconfitta e torna a casa, ma Stan continua ostinatamente ad andare avanti, finendo prima per essere malmenato da un venditore di pizzette d'assaggio, poi inseguito dalla polizia per aver rubato delle scarpe e infine investito (da Steve e Roger, visti nella storia secondaria). Un ladro lo convince a compiere un furto e Stan lo conduce a casa sua. Scoperto, si convince finalmente che non si può vivere col salario minimo.
Intanto Steve e Roger vengono presi in giro da Klaus perché non hanno mai guidato una vera Ferrari. Allora vanno in un concessionario e, dopo che Roger riesce a convincere con la sua parlantina il proprietario, fanno una prova su strada davanti a Klaus, lasciando quest'ultimo sbigottito.

## La killer dei reni
- Sceneggiatura: Rick Wiener e Kenny Schwartz
- Regia: Pam Cooke e Valerie Fletcher
- Messa in onda originale: 1º aprile 2012
- Messa in onda italiana: 24 ottobre 2012

A Hayley serve un trapianto di reni e Stan sembra l'unico compatibile se non fosse che ci sia la possibilità che non sia il vero padre dato che Francine, pochi giorni prima del matrimonio, si ubriacò e lo tradì con uno sconosciuto in una discoteca, così i due viaggiano indietro nel tempo per scoprire chi potrebbe essere il padre. Scoprono il suo nome, Joel Larson, ma Stan in uno scatto di gelosia convince la giovane Francine a non farlo non permettendo probabilmente la nascita di Hayley. Avendo capito che la ragazza non lo farà mai a mente lucida i due aiutano Gerald Yaya, alter ego del Roger del passato, a creare l'MDMA in cambio di una riscossione del debito in futuro. Drogata la Francine del passato e assicurata la nascita della figlia la coppia può tornare nel presente dove, riscuotendo il debito con Roger, ottengono forzatamente il rene di Joel. Nel frattempo arriva l'esame del DNA che però Stan rifiuta di vedere chiedendo che sia asportato anche il suo rene perché, benché potrebbe non essere la sua figlia biologica, è stato lui a crescerla e per lei rimarrà sempre suo padre.

## Ricky Lo Spagnolo
- Sceneggiatura: Erik Sommers
- Regia: Shawn Murray
- Messa in onda originale: 6 maggio 2012
- Messa in onda italiana: 7 novembre 2012

Roger scopre che i suoi maglioni sono tutti bucati ed è disperato: tutti i suoi travestimenti, infatti, prevedono l'uso di maglioni. Fortunatamente, nel perlustrare l'armadio, Roger si accorge di aver messo in un sacco della spazzatura un completo bellissimo. Decide di indossarlo e andare in città. Ben presto Roger si accorge che tutti lo guardano in cagnesco, finché scopre che il personaggio che sta interpretando è Ricky Lo Spagnolo, ovvero un cattivo di rara crudeltà. In suo salvataggio accorre Steve, che lo convince a chiedere scusa a tutti per la sua mancanza di sensibilità. La cosa sembra funzionare, almeno finché la natura intrinseca di Ricky Lo Spagnolo viene fuori spingendolo a ingannare Steve per fare un altro colpo.

## Pazzo per i giocattoli
- Sceneggiatura: Matt Fusfeld e Alex Cuthbertson
- Regia: Tim Parsons e Jennifer Graves
- Messa in onda originale: 13 maggio 2012
- Messa in onda italiana: 7 novembre 2012

Steve non fa che inventare mondi immaginari con i suoi giocattoli. Stan è preoccupato e decide di farlo diventare un uomo: lo porterà da una prostituta in un bordello messicano. L'avventura si dimostra catastrofica: le donne sono orribili e gli incontri nauseabondi. I due restano bloccati, perché qualcuno gli ruba le ruote dell'auto. Vengono sequestrati da un cartello della droga. La situazione è pessima e Stan si lascia andare e si abbrutisce. Ma l'immaginazione di Steve servirà per ingannare le guardie e fuggire. Nel frattempo, Francine invita Roger a cena a mangiare bistecche. L'alieno vuole portare una bottiglia di Rain Duck, ma si accorge di non averne più. Va in enoteca, ma l'ultima bottiglia è stata venduta a Terry e Greg. Sarà un'impresa complessa, ma alla fine Roger riuscirà ad appropriarsene. Come pure di entrambe le bistecche, eliminando Francine.